# Egon F. Freiheit

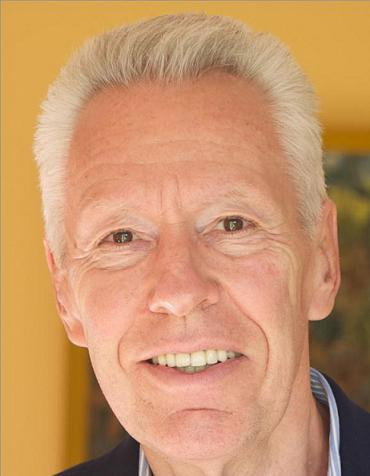
Egon F. Freiheit

Egon F. Freiheit (* 23. Februar 1944 in Soldau, Ostpreußen) ist ein deutscher Journalist, Autor und Medienberater. Seine hauptsächlichen Tätigkeitsbereiche sind Neuentwicklungen für Fernsehsender, Produktionsfirmen und Verlage sowie Moderatorenmanagement.

## Leben
Egon F. Freiheit war zunächst als Rechercheur, Reporter und leitender Redakteur für Lokal-, Regional- und Boulevard-Zeitungen tätig, so unter anderem Der Mittag und der Bild-Zeitung. 1972 wechselte er als politischer und Wirtschaftskorrespondent zur Welt am Sonntag. 1973 war er zunächst Leiter des Münchener Büros der Welt am Sonntag, danach wurde er Ressortchef Politik/Wirtschaft bei Bild am Sonntag und Mitglied der Redaktionsleitung. Im Januar 1980 ging er als einer der drei Gründungschefredakteure des Wirtschaftsmagazins impulse zu Gruner+Jahr.
1984 entsandten ihn Gruner+Jahr/Bertelsmann auf Wunsch des impulse-Herausgebers Johannes Gross als Programmbeauftragten und Chefredakteur zum ersten deutschsprachigen Privat-TV-Sender (RTL plus) nach Luxemburg, wo er den Informationsbereich aufbaute. In dieser Zeit erfolgte der Start der Nachrichtenshow 7 vor 7. Gleichzeitig holte Freiheit Moderatoren wie Peter Kloeppel, Ulrich Meyer, Ulli Potofski zu RTL. Anfang 1987 ging er zurück nach Deutschland und wurde als Nachfolger von Gert Braun Chefredakteur der Illustrierten Quick in München. Der als „Nothelfer“ und „Retter“ geholte Freiheit konnte nicht alle Erwartungen erfüllen. Er steigerte die Marktanteile, doch die Auflage sank auch in seiner Zeit als Chefredakteur weiter. 1988 verließ er das Blatt. Der Verkauf pro Heft lag bei seinem Amtsantritt bei 815.800, bei seinem Abschied bei 768.200 Exemplaren.
1989 machte sich Freiheit selbständig. Für das RTL-Melodram Mutter, ich will nicht sterben schrieb er das Drehbuch; die Verfilmung erreichte mit 28,7 Prozent Marktanteil rund 8,27 Millionen Zuschauer eine Rekordmarke.
Am 26. Juni 2010 heiratete er die Schauspielerin Maren Gilzer, mit der er zu diesem Zeitpunkt bereits 17 Jahre zusammenlebte. Im Juli 2013 gab das Paar seine Trennung bekannt.

## Veröffentlichungen
- Als Herausgeber: Das große Buch der Wirtschaft. Bertelsmann Lexikon Verlag, Gütersloh, 1995, ISBN 3-570-10577-6; Lizenzausgabe in China.
- Liebe bringt die höchsten Zinsen. Roman. FreiheitConcepts, 2012, ISBN 978-3-00-039479-9. Ein Roman vor dem Hintergrund der Finanzkrise.
- Die Erbin, die Sünde, der Schwur. Roman. SWB-Verlag, Stuttgart 2014, ISBN 978-3-944264-42-4
- Der Teufel lockt mit roten Rosen. Roman. CreateSpace Independent Publishing Platform, 2016, ISBN 978-1-5191-8748-2
- Das Puzzle der Liebe. Lovestory. CreateSpace Independent Publishing Platform, 2018, ISBN 978-1-7271-2670-9